# Distretto di Dinghai
Il distretto di Dinghai (定海区S) è un distretto della Cina, situato nella provincia dello Zhejiang.